# Tony Randel
Tony Randel (* 29. Mai 1956 in Los Angeles, Kalifornien) ist ein US-amerikanischer Filmregisseur, Drehbuchautor und Filmeditor.

## Leben
Tony Randel wuchs in dem Stadtteil Baldwin Hills in Los Angeles auf, in unmittelbarer Nachbarschaft zum Gelände der Metro-Goldwyn-Mayer-Filmstudios in der angrenzenden Stadt Culver City. Als kleiner Junge war Randel neugierig darauf zu erfahren, was sich hinter den efeubehangenen Mauern des MGM-Geländes abspielt. In der Highschool besuchte Randel einen Sommerkurs über Filmverständnis, in dem der Lehrer den Teilnehmern die Spielfilme Lichter der Großstadt von 1931 und Moderne Zeiten von 1936 des Filmemachers Charlie Chaplin vorführte. Diese prägenden Erlebnisse weckten sein Interesse für dieses Medium. Randel begann seine Karriere als Büroangestellter in Roger Cormans Produktionsfirma New Word Pictures. Anfangs fuhr er als Lieferant in einem Auto die Filmplakate zu örtlichen Kinos. 1980 arbeitete er an den Spezialeffekten für die B-Movie-Produktion Sador – Herrscher im Weltraum und im Jahr darauf für John Carpenters Die Klapperschlange. Ab Mitte der 1980er Jahre schrieb er auch Drehbücher und war als Regisseur tätig, unter anderem war er an der Hellraiser-Spielfilmreihe beteiligt. Zeitweise war er Vizepräsident von New World Pictures. Seit den 2000er Jahren ist er auch vermehrt als Editor tätig. So war er für den Schnitt mehrerer Filme von Jim Wynorski verantwortlich.
Tony Randel ist verheiratet und Vater von vier Kindern. Da ihn seit der gemeinsamen Zusammenarbeit an dem Horrorfilm Hellbound – Hellraiser II 1988 eine Freundschaft mit dem Drehbuchautor Peter Atkins verbindet, gab er seinem Sohn den zweiten Vornamen Peter. Randel versteht sich als Atheist.

## Filmografie (Auswahl)
Als Regisseur
- 1988: Hellbound – Hellraiser II (Hellbound: Hellraiser II)
- 1991: Children of the Night
- 1992: Amityville – Face of Terror (Amityville 1992: It’s About Time)
- 1993: C2 – Killerinsekt (Ticks)
- 1995: Fist of the North Star – Der Erlöser (Fist of the North Star), basierend auf Fist of the North Star
- 1995: Ein tödliches Vergehen (Fernsehfilm)
- 1996: Rattled – Angriff der Klapperschlangen (Rattled)
- 1998–2002: X-Factor: Das Unfassbare (Beyond Belief: Fact or Fiction, Fernsehserie, 37 Folgen)
- 1998: Babyhandel Berlin – Jenseits aller Skrupel (Assignment Berlin)

Als Drehbuchautor
- 1985: Grunt – Der Wrestling Film (Grunt! The Wrestling Movie)
- 1992: Hellraiser III
- 1995: Fist of the North Star – Der Erlöser (Fist of the North Star), mit Peter Atkins

Visuelle Effekte
- 1980: Sador – Herrscher im Weltraum (Battle Beyond the Stars)
- 1981: Planet des Schreckens (Galaxy of Terror)
- 1981: Die Klapperschlange (Escape from New York)
- 1982: Mutant – Das Grauen im All (Forbidden World)

Als Filmeditor
- 2011: Camel Spiders – Angriff der Monsterspinnen (Camel Spiders)
- 2012: Piranhaconda
- 2019: Io